# Great Kingshill
Great Kingshill är en by i Buckinghamshire i England. Byn är belägen 40 km 
från Buckingham. Orten har 1 776 invånare (2015).